# Клодт фон Юргенсбург
Клодт фон Ю́ргенсбург (нем. Clodt von Jürgensburg) — русский баронский род, происходящий из графства Маркского в Вестфалии, откуда Ролоф Клодт в 1515 переселился в Лифляндию. В конце XIX века дал России несколько видных скульпторов и художников.

## История
Йост Клодт (нем. Jost Clodt von Jürgensburg; 1517—1572), курляндский канцлер, получил от Готхарда Кетлера в 1561 году замок Юргенсбург, от которого принял фамилию Клодт фон Юргенсбург. Его праправнук Иоанн Адольф, вице-губернатор Риги, был взят в плен при сдаче этого города и отправлен в Москву; находясь в плену, он был возведён Карлом XII в баронское достоинство (1714). Род баронов Клодт фон Юргенсбург был внесён в матрикулы эстляндского и лифляндского дворянства.

## Представители
- Клодт фон Юргенсбург, Карл Фёдорович (1765—1822) — генерал-майор, геодезист и топограф. В 1812 г. обер-квартирмейстер 7-го пехотного корпуса.
  - Клодт, Константин Карлович (1807—1879) — генерал-майор пешей артиллерии. Гравер на дереве и образователь первых русских ксилографов. С 1837 г. по 1845 г. преподавал гравирование по дереву в Академии художеств[3].
    - Александр Константинович (?—1872), жена — Вера Петровна Клодт (?—1920), дочь Петра Карловича
      - Клодт, Евгений Александрович (1867—1934) — рисовальщик и художник прикладного искусства, педагог
        - Клодт, Александр Евгеньевич (1894-?) — железнодорожник. Жена — Егорова, Юлия Александровна
          - Клодт, Георгий Александрович (1923—1994) — художник, писатель, член союза художников СССР
            - Клодт, Евгений Георгиевич (1950—2012) — художник, книжный дизайнер и график, писатель

    - Клодт, Михаил Константинович (1832—1902) — пейзажист

  - Клодт, Пётр Карлович (1805—1867) — русский скульптор. Жена — Клодт-фон-Юргенсбург, Иульяния (ум. 1859).
    - Клодт, Михаил Петрович (1835—1914) — живописец-жанрист.
    - Клодт, Александр Петрович (1841—1902).
      - Клодт фон Юргенсбург, Николай Александрович — (1865—1918) — российский живописец-пейзажист, передвижник, театральный художник.
      - Клодт, Константин Александрович (1868—1928) — скульптор.

  - Клодт фон Юргенсбург, Борис Карлович (1817—1863) — штабс-капитан Карабинерного генерал-фельдмаршала князя Барклая-де-Толли полка. С 1852 года вплоть до повсеместного упразднения должности в 1862 году служил городничим Новой Ладоги. Стал, таким образом, последним, из занимавших пост в этом городе. Жена — Екатерина Васильевна, урождённая Сарычева (1829—1904), сестра адмирала, участника Крымской войны Ф. В. Сарычева и племянница генералов Николая и Алексея Философовых. Последний стал крёстным отцом их дочери:[4]
    - Клодт фон Юргенсбург, Мария Борисовна (1862—?)[4].

1. Клодт фон Юргенсбург, Карл Фёдорович — (1765—1822) — генерал-майор, художник-любитель. В 1812 г. обер-квартирмейстер 7-го пехотного корпуса.
  1. Клодт, Константин Карлович (1807—1879) — генерал-майор пешей артиллерии. Гравер на дереве и образователь первых русских ксилографов. С 1837 по 1845 годы преподавал гравирование по дереву в Академии художеств. Жена — Катрин Винье; Сусанна Лукинична Осипова
    1. Клодт, Михаил Константинович (1832—1902) — пейзажист. Жена — Елизавета Гавриловна Владимирцева; Елизавета Михайловна Станюкович
      1. Борис (1863—1899)
      2. Клодт, Петр Михайлович (1867—1920) — служил на флоте. В 1914 помощник командира 1-го Балтийского флотского экипажа по строевой части. В 1916 сменил фамилию на фамилию жены Красинский[5].
      3. Евгения, в браке Перелешина

    2. Клодт, Николай Константинович (?-1863)
    3. Клодт, Александр Константинович (?-1872). Жена — Вера Петровна Клодт (см. ниже)
      1. Николай
      2. Клодт, Евгений Александрович (1866—1934) — художник, работал у Фаберже, в Омске, в Загорске. Жена — Варвара Ивановна Лебедева, Алина Александровна Штемпель
        1. Вера
        2. Клодт, Александр Евгеньевич (1894-?) — железнодорожник. Жена — Егорова, Юлия Александровна
          1. Клодт, Георгий Александрович (1923—1994) — художник, писатель; член Союза художников СССР

      3. Константин
      4. Софья

    4. Елизавета, в браке Ярнефельд, мать финского художника Ээро Ярнефельта.
    5. Екатерина, в браке Большева
    6. Клодт, Константин Константинович
    7. Ольга
    8. Клодт, Владимир Константинович — в чине надворного советника служил хранителем Морского музея имени Петра Великого.

  2. Клодт, Пётр Карлович (1805—1867) — русский скульптор + Клодт-фон-Юргенсбург, Иульяния Ивановна, ур. Спиридонова (ум. 1859)
    1. Клодт, Михаил Петрович (1835—1914) — живописец-жанрист, передвижник. Жена — Людмила Алексеевна Горностаева; Жанна Петровна
      1. Лариса
      2.  Алексей
      3. Жанна
      4. Клодт, Петр Михайлович (1903—1942) — учился во Вхутемасе. Художник-график.

    2.  Клодт, Александр Петрович — окончил Николаевское кавалерийское училище, служил в гусарах. С 1882 в отставке майором. Жена — Борщова, Александра Михайловна.
      1. Клодт, Владимир Александрович (1866-?) Ротмистр. В русско-японской войне командовал 13-й сотней. Жена — Галактионова, Юлия
      2. Михаил

    3. Мария, в браке Станюкович
    4. Софья
    5.  Наталья, в браке Гарбер
    6. Вера, в браке Клодт
    7. Клодт, Александр Петрович (1841—1902)
      1. Клодт фон Юргенсбург, Николай Александрович — (1865—1918) — российский живописец-пейзажист, передвижник, театральный художник. Жена — Варлей, Мария Ивановна
        1. Елена (1891-?)

      2. Клодт, Евгений Александрович (1867—1934) — рисовальщик и художник прикладного искусства, педагог
      3. Клодт, Константин Александрович (1868—1928) — скульптор

  3. Клодт-фон-Юргенсбург, Борис Карлович (1818—1863) — штабс-капитан в карабинерском полку генерал-фельдмаршала Барклая-де-Толли. Городничий города Новая Ладога.
  4. Клодт-фон-Юргенсбург, Владимир Карлович (1803—1887) — начальник чертежной в Инженерном штабе, генерал от артиллерии, знакомый А. С. Пушкина. Профессор математики Михайловского артиллерийского училища. Жена — Забродина, Мария Ивановна.
  5. Клодт, Михаил Карлович (ум.1874) — генерал-лейтенант

- Клодт (фон Югенсбург) Ольга Константиновна (1856 — ?) — художница
- Клодт-фон-Юргенсбург Павел Адольфович (1867—1938) — офицер лейб-гвардейского Павловского полка. генерал-майор, командир лейб-гвардейского Финляндского полка. В Добровольческой армии и ВСЮР. В эмиграции — председатель объединения лейб-гвардейского Финляндского полка[6].

## Описание герба
Первоначальный старинный герб расположен в середине большого щита. Старинный герб разделен поперечной золотой полосой, внизу на голубом поле — три золотые шара, сверху на серебряном поле — чёрный мельничный жёрнов. Большой щит составлен из четырёх частей. В левой верхней части на красном поле три серебряные лилии с золотыми звёздами, одна из которых прикрыта старинным гербом. Рядом — на золотом поле красная ладья, украшенная по краям павлиньими перьями, само поле окаймлено красной и серебряной полосами. В левом нижнем фрагменте на серебряном поле изображены четыре перекрещенных знамени. На соседнем голубом поле две накрест сложенные пушки.
Щит увенчан шведской баронской короной и с двух краёв рыцарскими шлемами. Над правым шлемом стоят две чёрные огнемешательные лопаты, принадлежавшие прежде к старинному гербу; а над левым между двух чёрных крыльев чёрная стена с тремя зубцами, окружённая тремя шести-звёздами. Покрывала шлемов с правой стороны голубое с золотом, а с левой — красное с серебром. Щит поддерживают два назад оглядывающиеся золотые льва.